# Reina dels boscos
La reina dels boscos (Galium odoratum) és una espècie de planta amb flors del gènere Galium dins la família de les rubiàcies (Rubiaceae). És una planta nativa de les zones teperades d'Europa, Àsia i el Algèria.
Addicionalment pot rebre els noms d'aspèrula flairosa, aspreta odorosa, espunyidella d'olor, herba de la ràbia, herba de les set sagnies, herba prima i reina dels boscs.

## Descripció
És una planta herbàcia que fa 30-50 cm de llargada sovint estesa per terra o suportada en altres plantes. La seva olor prové de la cumarina que conté aquesta planta i de vegades es fa servir com aromatitzant. Les seves fulles són simples i de forma lanceolada, glabres, de 2-5 cm de llarg i agrupades en verticils de 6 a 9 fulles. Les flors són petites i en inflorescència en cima. Els fruits fan 2-4 mm de diàmetre i s'enganxen en els pèls des animals per tal de dispersar-se.

## Usos
La reina dels boscos és una planta fragant que es conrea als jardins com a planta ornamental, prefereix ombra parcial o total i sòls ben drenats i humits. Es pot propagar per divisió de corona, separació de les tiges ja arrelades o per estolons.
L'olor de la planta encara s'accentua quan és seca. S'ha fet servir contra les arnes. A Alemanya es fa servir per aromatitzar el ”vi de maig” ("maiwein" o "maibowle" en alemany), xarop per la cervesa (Berliner Weisse), brandi, salsitxes, gelatina i melmelada. A Rússia és l'ingredient d'una beguda no alcohòlica (Tarhun), entre altres usos. Dosis altes d'aquesta planta causen maldecaps per la toxicitat de la cumarina.

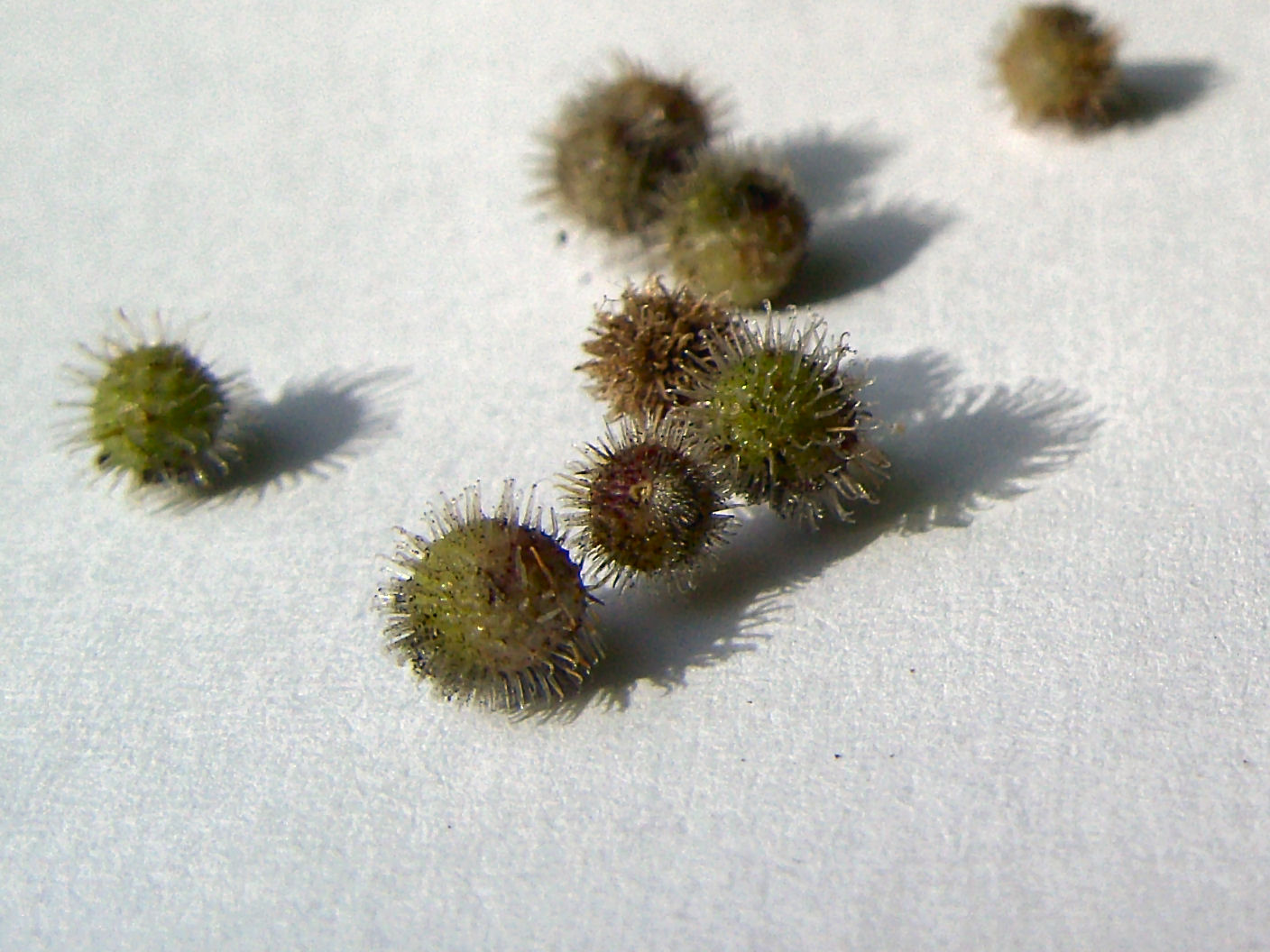
Fruits
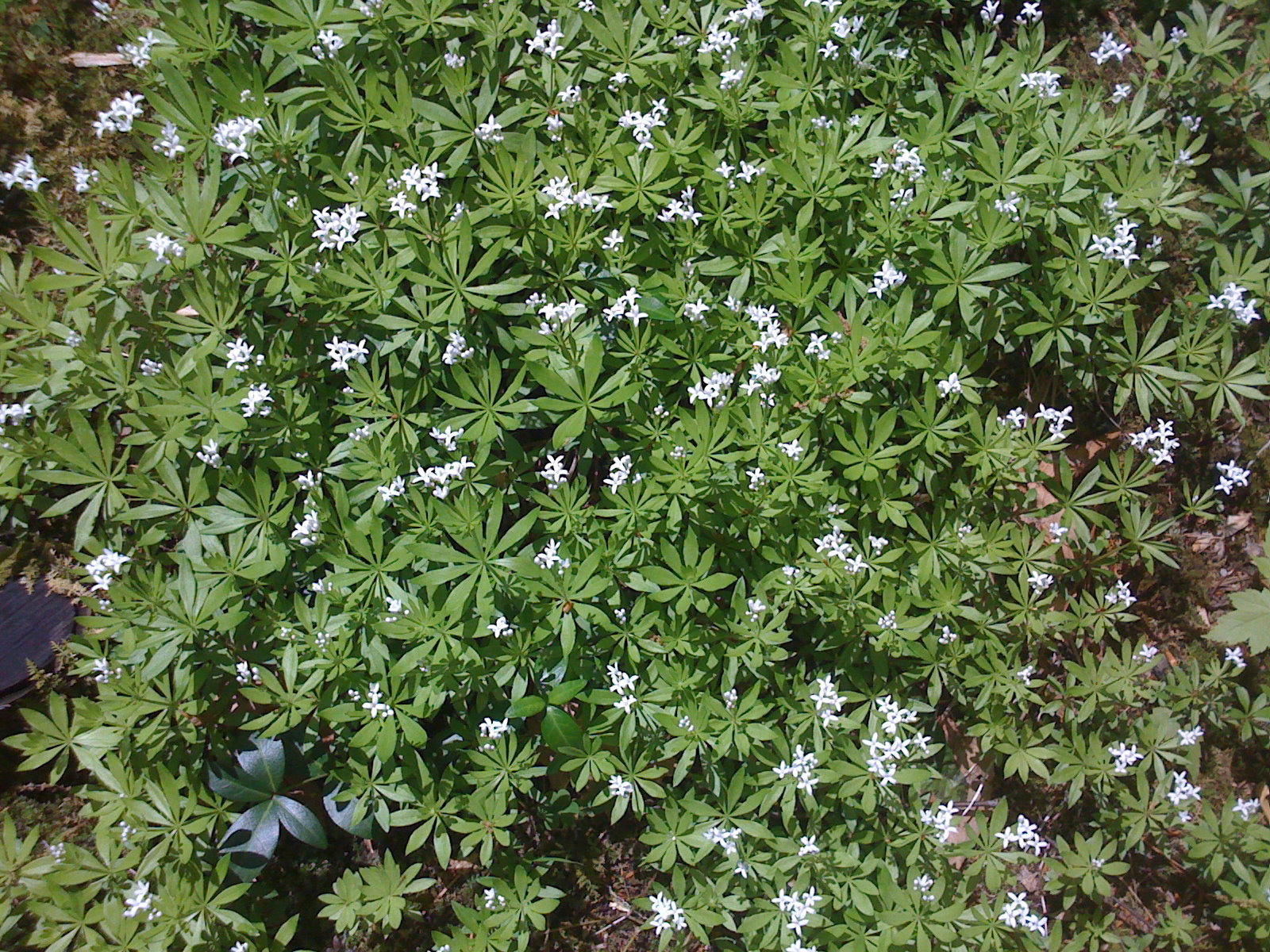
Mata d'espunyidella d'olor